# Hydraena mariannae
Hydraena mariannae är en skalbaggsart som beskrevs av Manfred A. Jäch 1992. Hydraena mariannae ingår i släktet Hydraena och familjen vattenbrynsbaggar. Inga underarter finns listade i Catalogue of Life.